# ステルスモード
ステルスモード（英: Stealth Mode）とは、ビジネスにおいて企業が一時的に秘匿性を保つ状態のことで、通常、懸案となっている製品の発売や別の事業構想が競合他社に知られるのを避けるために行われる。
企業全体がステルスモードに入っている場合、真の企業目標について世間を欺こうとすることがある。例えば、開発中の製品にコードネームをつけたり、人員や所在地を明らかにしない企業ウェブサイトを運営することがある。新興企業は、事業分野を明らかにしない一時的な「ステルス名」で活動することがある。ステルス行動を強制するため、企業はしばしば従業員に秘密保持契約書への署名を要求し、メディアと話す人物を厳しく管理する。
社内レベルでは、ステルスモードとは、社外の関係者だけでなく、社内の利害関係者にも秘密にされた新しいプロジェクトやアイデアを指すこともある。主な行動としては、非公式なプロジェクト・スポンサーを募る、コンセプトの秘密テストに従事する、余分なリソースを解放する、プロジェクトの「カバーストーリー」を構築する、などがある。
ステルス製品とは、企業が秘密裏に開発する製品のことであり、ステルス企業とは、その存在、目的、製品、人員、資金、ブランド名、またはその他の重要な属性に関する最初の情報開示を避ける新興企業のことである。ステルスイノベーションという用語は、企業内で秘密裏に開発される個々のプロジェクトやアイデアに適用されている。

## 背景
多くのビジネス分野では秘密主義が歴史的な規範であるのに対し、新興企業は多くの場合、公表とオープンな情報共有で成功を収める。オープンであることは、シリコンバレーやその他のテクノロジーセンターのビジネス文化に共通しており、競合他社は発見や開発中の製品、その他の企業ニュースについて自由に情報交換を行う。一部のビジネス分野ではメディアの関心が高く、比較的小規模な資金調達ラウンドでさえ専門誌で取り上げられる。広報活動は、人材、顧客、投資家の関心を引きつけ、関係者のキャリアを促進するために有用であると考えられている。さらに、競合他社がプロジェクトで協力したり、互いの製品を購入したりすることも多い。それにもかかわらず、通常は秘密裏に行われることのない分野での公表を避ける企業もある。理由としては、小規模で比較的資金力のない企業が、より多くの経営資源を持つ企業に競合技術を開発する時間を与えることを避けたい場合がある。大企業や有名企業が競合製品を開発中であることを公表すれば、小さな新興企業への関心が薄れるかもしれないからである。
革新的な企業が新しい知的財産を保護する現実的な手段を持たない場合、企業やその製品が販売できる状態になるまで待ってから発表することで、「先行者利益」を得ようとすることがある。これにより、他社がその製品、流通チャネル、ブランド、その他のビジネス上の優位性を模倣する前に、可能な限り長いリードを得ることができる。同様に、保護可能な新技術を持つ企業も、特許を出願または取得するまで待つことを望むかもしれない。